# Xylopia pittieri
Xylopia pittieri este o specie de plante angiosperme din genul Xylopia, familia Annonaceae, descrisă de Friedrich Ludwig Diels. Conform Catalogue of Life specia Xylopia pittieri nu are subspecii cunoscute.